# آغبلاغ فتوحی
آغبلاغ فتوحی یکی از روستاهای استان آذربایجان شرقی است که در دهستان سراجوی جنوبی بخش سراجو شهرستان مراغه واقع شده‌است.